# Fort McMurray
Fort McMurray – miejscowość (urban service area) w Kanadzie, w prowincji Alberta, stanowiąca część gminy Wood Buffalo, położona w pobliżu ujścia rzeki Clearwater do Athabaski. W 2006 roku miejscowość liczyła 47 705 mieszkańców.
W 1980 roku Fort McMurray otrzymało status miasta (city), który posiadało do 1995 roku, gdy stało się częścią nowo utworzonej gminy Wood Buffalo.
Gospodarka Fort McMurray w znacznej mierze opiera się na wydobywaniu bitumów i rozwiniętym na ich bazie przemyśle petrochemicznym. W miejscowości znajduje się port lotniczy Fort McMurray.
Pożar okolicznych lasów, który dotarł do miasta 3 maja 2016, wyrządził znaczne szkody i wymusił ewakuację wszystkich mieszkańców.